# Matsuo Bashō
En aquest nom japonès, el cognom és Matsuo.

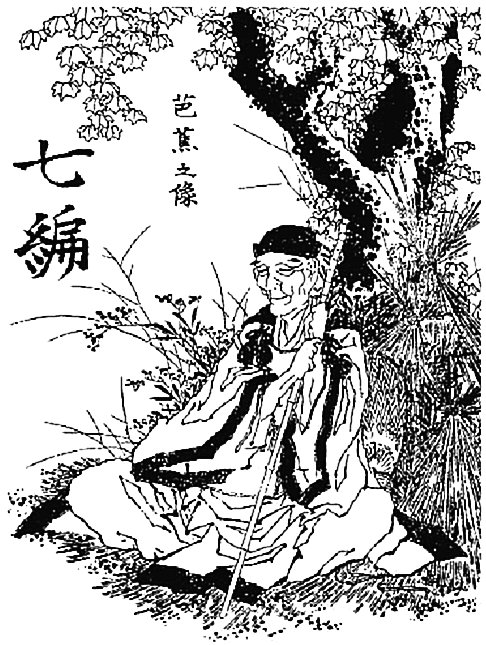
Basho segons Katsushika Hokusai (1760-1849), pintor i gravador del període Edo.

Matsuo Bashō (japonès: 松尾 芭蕉) o, de naixement, Matsuo Kinsaku (japonès: 松尾 金作; Ueno, 1644 - Osaka, 28 de novembre de 1694), va ser el poeta més famós del període Edo del Japó. Durant la seva vida, Basho va ser reconegut pels seus treballs en el haikai no renga (俳諧の連歌). És considerat com un dels quatre grans mestres del haiku, al costat de Yosa Buson, Issa Kobayashi i Masaoka Shiki; Basho cultivà i consolidà el haiku amb un estil senzill i amb un component espiritual. La seva poesia va aconseguir renom internacional, i al Japó molts dels seus poemes es reprodueixen en monuments i llocs tradicionals.
Basho va començar a practicar l'art de la poesia a una edat primerenca, i més endavant va arribar a integrar-se en l'escenari intel·lectual d'Edo (actualment Tòquio), per arribar a convertir ràpidament en una celebritat a tot el Japó. Tot i ser mestre de poetes, en determinats moments va renunciar a la vida social dels cercles literaris i va preferir recórrer tot el país a peu, viatjant fins i tot per la part nord de l'illa, un territori molt poc poblat, per a poder trobar fonts d'inspiració per als seus escrits.
Basho no trenca amb la tradició sinó que la continua d'una manera inesperada; o com ell mateix comenta: "No segueixo el camí dels antics; cerco allò que ells cercaren". Basho aspira a expressar amb nous mitjans el mateix sentiment concentrat de la gran poesia clàssica. Els seus poemes estan influïts per una experiència de primera mà del món que l'envolta i, sovint, aconsegueix expressar les seves vivències amb una gran simplicitat. Del haiku Basho havia dit que és "senzillament allò que succeeix en un lloc i en un moment donat".

## Biografia

### Primers anys

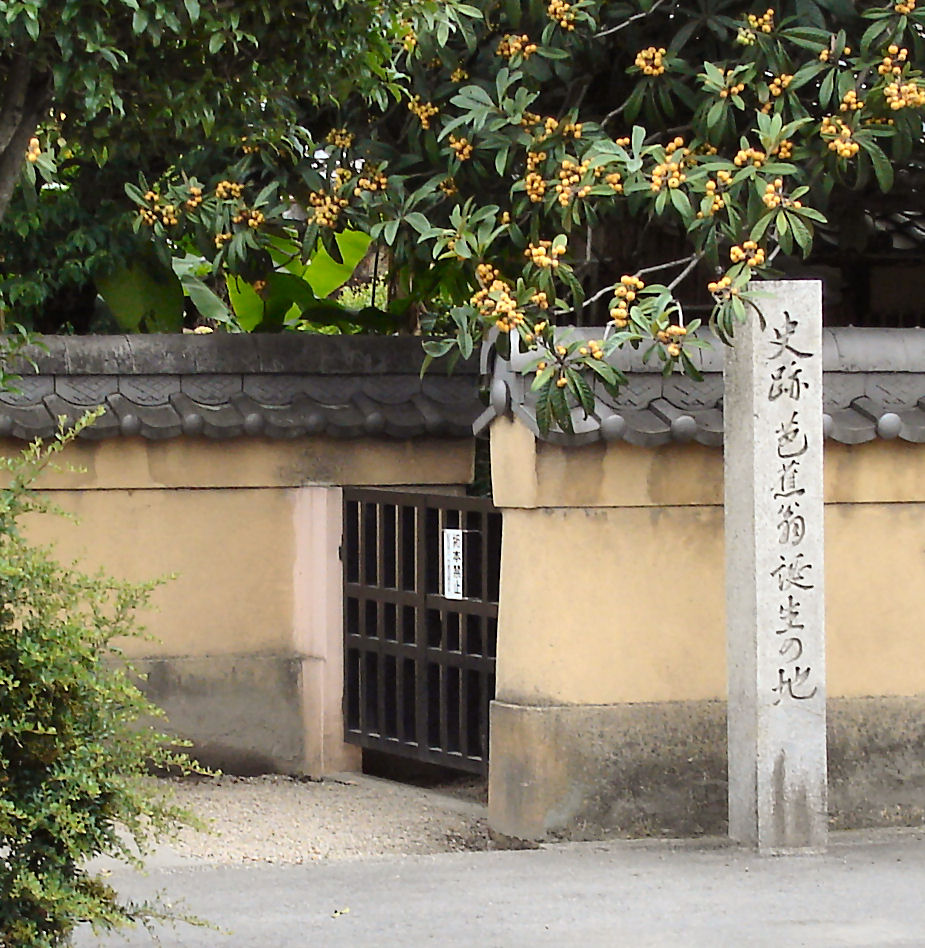
Lloc on es creu que va néixer Basho

Basho va néixer amb el nom de Matsuo Kinsaku (松尾金作) cap al 1644, en algun lloc prop d'Ueno, a la província d'Iga. El seu pare era un samurai amb pocs recursos al servei de la poderosa família Tōdō, i hauria esperat que Basho fes carrera dins l'exèrcit. Tradicionalment els biògrafs opinen que va treballar fent tasques a les cuines. Tanmateix, de nen es va convertir en un patge al servei de Tōdō Yoshitada (藤堂良忠), hereu dels Tōdō i dos anys més gran que Matsuo, i seria un company amb el que compartiria l'amor pel haikai no renga, una forma de composició literària que és fruit de la cooperació entre diversos poetes. Les seqüències s'inicien amb un verset en el format 5-7-5 mores; aquest vers va ser nomenat hokku, i més tard haiku, i s'elaborava com una petita peça independent. El hokku trobaven continuat amb una addició de 7-7 mores realitzada per un altre poeta. Ambdós, Yoshitada i Basho, es van donar els corresponents haigō (俳号), els noms de ploma haikai; el de Basho era Sobo (宗房), que es construeix simplement a partir de la transcripció on'yomi del seu nom samurai, Matsuo Munefusa (松尾宗房); el pseudònim de Yoshitada era Sogin. El 1662 es va publicar el primer poema de Basho; el 1664 es van imprimir una compilació de dos dels seus hokku, i el 1665 Basho i Yoshitada van compondre un centenar de versos renku.
El 1666, la sobtada mort de Yoshitada va representar el final de la tranquil·la vida de servent de Basho. No existeix cap registre documental d'aquest període, però es creu que Basho es va plantejar fer-se samurai i va marxar de casa. Els biògrafs han proposat possibles motivacions i destinacions, inclosa la possibilitat d'un romanç entre Basho i un xintoista miko de nom Jutei (寿贞), però és poc probable que aquesta relació sigui verídica. Les referències del mateix Basho sobre aquesta època són vagues; més endavant va recordar que "fa temps vaig cobejar el fet de ser funcionari i tenir un racó de terra"; i també, "hi va haver un temps que estava fascinat amb les formes de l'amor homosexual", però no hi ha cap indicació de si s'estava referint a una veritable obsessió fictícia o va haver-hi alguna cosa més. No estava segur de si podria esdevenir un poeta a temps complet; va comentar que "les alternatives lluitaven dins el meu cap i la meva vida era plena d'inquietud". La seva indecisió pot haver estat influenciat per l'encara relatiu baix estatus artístic i social del renga i el haikai no renga. En qualsevol cas, va continuar creant els seus poemes que es publicaran en antologies els anys 1667, 1669 i 1671; el 1672 va publicar la seva pròpia compilació dels treballs fets per ell i altres autors de l'escola Teitoku, Kai oi (貝おほひ). A la primavera d'aquest any es va instal·lar a Edo per a seguir aprofundint en l'estudi de la poesia.

### Escriptor reconegut
Els cercles literaris de Nihonbashi ràpidament van reconèixer el valor de la poesia de Basho pel seu estil senzill i natural. El 1674 va passar a formar part del cercle intern de professionals del haikai i, secretament, rebé ensenyaments de Kitamura Kigin (1624-1705). En aquella època va escriure aquest hokku en homenatge al shōgun Tokugawa:
| kabitan mo / tsukubawasekeri / kimi ga haru (1678) | Els holandesos, també,/ agenollats davant del seu senyor/ Primavera al seu regnat. |
|                                                    |                                                                                    |

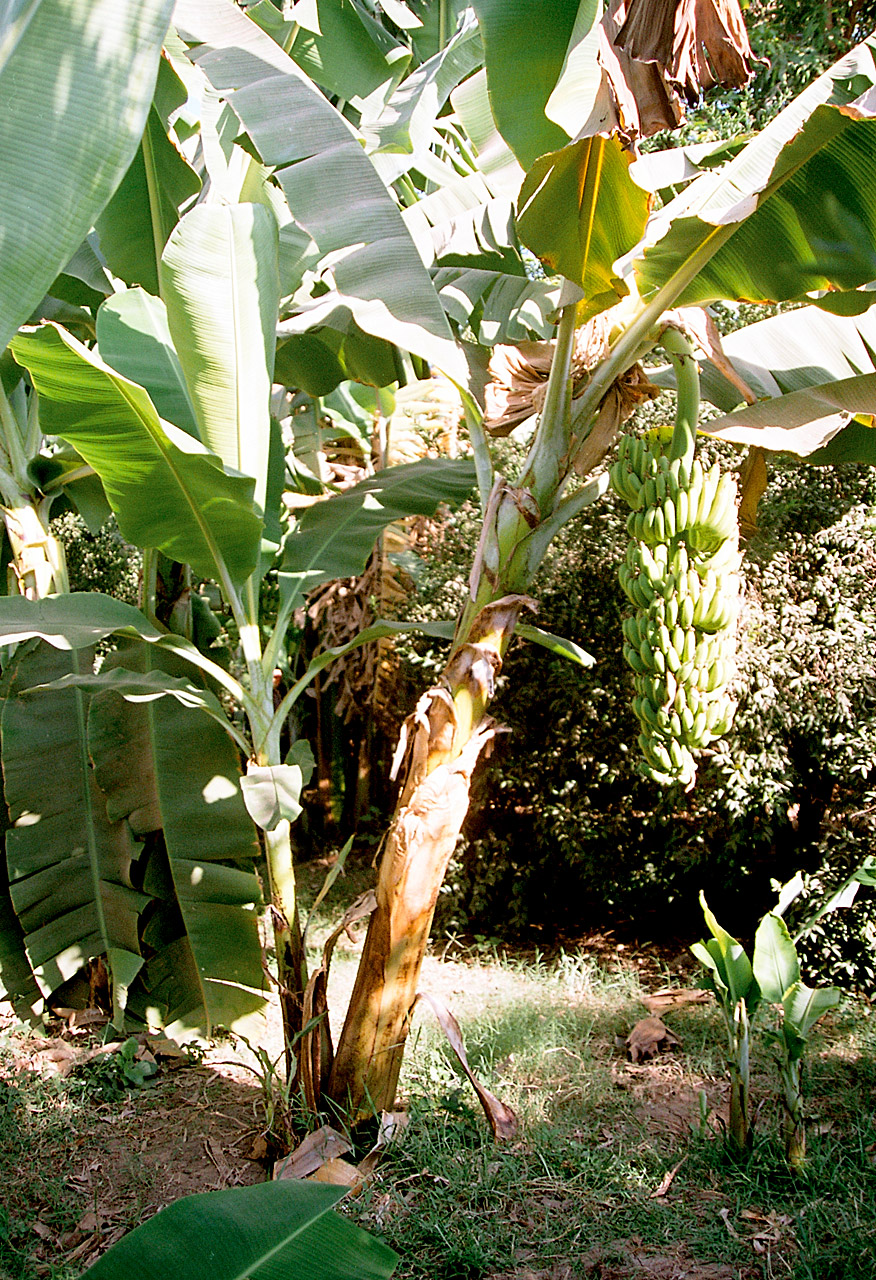
Un bananer, en japonès bashō planta que estimava i inspirà el seu darrer haigō, el nom artístic del poeta.

Va adoptar un nou haigō, Tōsei, i el 1680 ja es dedicava a l'ofici de poeta a temps complet, sent mestre de vint deixebles. El mateix anys es va publicar Tōsei-montei Dokugin-Nijukasen (桃青门弟独吟二十歌仙), una obra amb els millors poemes de Tōsei i els seus vint deixebles, que mostrava el talent de l'artista. L'hivern de 1680, va prendre la sorprenent decisió de passar a l'altre costat del riu, a Fukagawa, lluny de la gent i triant una vida més solitari. Els seus deixebles li va construir una cabana rústica i li van plantar un bananer, arbre que en japonès s'anomena (芭蕉, bashō). En el pati, donant un nou haigō al poeta que a partir d'ara s'anomenaria Basho, i la seva primera llar permanent. Estimava molt la planta, i li molestava molt veure créixer plantes del gènere Miscanthus, una poàcia típica de Fukagawa, al voltant del seu bananer. Va escriure:
| bashō uete / mazu nikumu ogi no / futaba kana (1680) | Per la meva nova planta de banana / El primer senyal d'una cosa que detesto/ un brot d'eulàlia! |
|                                                      |                                                                                                 |

Malgrat el seu èxit, vivia insatisfet i solitari. Va començar a practicar la meditació zen, però no sembla que aconseguís recuperar la tranquil·litat d'esperit. L'hivern de 1682 es va incendiar la seva cabana i, poc després, a principis de 1683, la seva mare va morir. Amb tots aquests esdeveniments, va viatjar a Yamura per quedar-se a cas amb un amic. L'hivern de 1683 els seus deixebles li van regalar una segona cabana a Edo, però el seu estat d'ànim no va millorar. El 1684, el seu deixeble Takarai Kikaku va publicar una recopilació de poemes seus i altres poetes, Minashiguri (虚栗), Castanyes arrugades. Més tard, aquell mateix any, va deixar Edo per a realitzar el primer de les seus quatre grans viatges.

### Poeta viatger
Viatjar pel Japó medieval era molt perillós i les expectatives de Basho eren pessimistes; creia que podria morir en mig del no-res o ser assassinat per bandits. A mesura que avançà el viatge, el seu estat d'ànim va anar millorant i es va trobar còmode fent el que feia; es va reunir amb molts amics i va passar a gaudir de l'evolució del paisatge i les estacions. Els seus poemes va passar a ser menys introspectius i reflectien les observacions del món que l'envoltava:
| uma wo sae / nagamuru yuki no / ashita kana (1684) | Fins i tot un cavall / Els meus ulls s'aturen en això/ Neu al matí. |
|                                                    |                                                                     |

El viatge el va portar des d'Edo fins al Mont Fuji, Ueno, i Kyoto. Es va reunir amb diversos poetes que es consideraven deixebles seus i li demanaven consells. Basho els va mostrar menyspreu per l'estil contemporani existent a Edo i fins i tot va criticar la seva obra Castanyes arrugades, dient que conté "molts versos que no val la pena ni parlar-ne". Va retornar a Edo l'estiu de 1685, i dedicà temps a escriure més hokku i deixà comentaris sobre la seva pròpia vida:
| toshi kurenu / kasa kite waraji / hakinagara (1685) | Un any ha passat / Una ombra de viatger al meu cap / Sandàlies de palla als meus peus. |
|                                                     |                                                                                        |

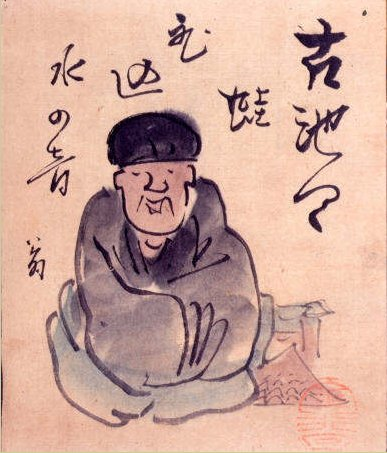
Basho segons Yokoi Kinkoku (1761-1832). Retrat (c.1820) d'una col·lecció dedicada als poetes i els seus haikús. En aquest cas apareix la cal·ligrafia del poema de la granota.

Quan va tornar a Edo, a la seva cabana, va reprendre feliçment la seva tasca com a mestre de poesia; tot i així, ja feia plans per a un altre viatge. Els poemes del seu viatge es van publicar amb el títol Nozarashi Kiko (野ざらし紀行). A principis de 1686 va compondre un dels seus millors haikus, un dels més recordats:
| furu ike ya / kawazu tobikomu / mizu no oto (1686) | Un vell estany / Una granota hi salta: / el so de l'aigua. |
|                                                    |                                                            |

Els historiadors creuen que aquest poema es va ser famós molt ràpidament; el mateix mes d'abril, els poetes d'Edo es van reunir a la cabana de Basho per a compondre haikai no renga basats en el tema de les granotes; sembla que en un homenatge a Basho i els seus poemes, el van col·locar a la part superior de la compilació.
Basho va romandre a Edo, continuà el seu mestratge i participava dels concursos literaris. Va fer un parell d'escapades, quan va realitzar una excursió la tardor de 1687 per participar en el tsukimi, la festa per celebrar la lluna de la tardor, i un viatge més llarg el 1688 quan va tornar a Ueno per celebrar l'any nou japonès. De retorn a casa, a la seva barraca, alternava la solitud amb la companyia, i passava del rebuig cap als visitants a apreciar la seva companyia. Al mateix temps, gaudia de la vida i tenia un subtil sentit de l'humor, com es reflecteix en el següent hokku:
| iza saraba / yukimi ni korobu / tokoromade (1688) | Ara, sortim / per gaudir de la neu… fins que / relliscada i caiguda! |
|                                                   |                                                                      |

### Oku no Hosomichi

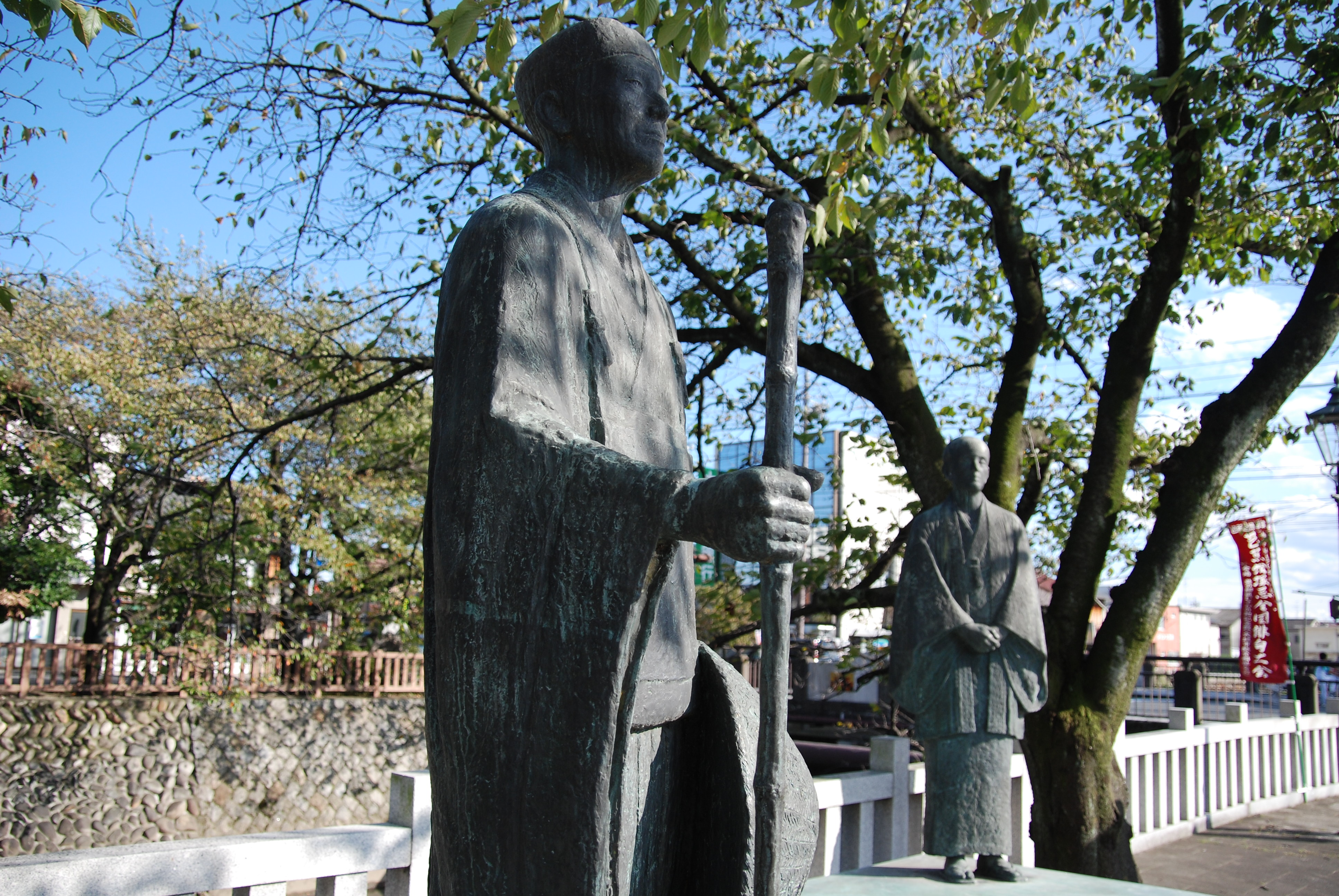
Monument a Bashō, a Ōgaki (Gifu). Va ser la darrera destinació del poeta. Cada mes de novembre se celebra el festival Basho, dedicat a la seva memòria.

La planificació d'un altre llarg viatge privat de Basho va culminar el 16 de maig de 1689 (Yayoi 27, Genroku 2), quan va sortir d'Edo amb el seu deixeble Kawai Sora (河合曾良); va ser un viatge a les províncies del nord de Honshū, l'illa principal de l'arxipèlag del Japó.
Des de les primeres línies del llibre Basho es presenta com un poeta anacoreta i mig monjo; tant ell com el seu company de viatge, recorren els camins portant els hàbits dels pelegrins budistes; el seu viatge és gairebé una iniciació i Sora, a l'inici del camí, s'afaita el crani. Al llarg del viatge van escrivint un diari que va acompanyat de poemes i, en molts dels llocs que visiten, els poetes locals els reben i componen amb ells els corresponents haikai no renga col·lectius.
Basho i Sora es van dirigir cap al nord, a Hiraizumi, i hi van arribar el 29 de juny. Després va caminar fins a la costa occidental de l'illa, arribaren fins a Kisakata el 30 de juliol, i van començar a caminar de tornada resseguint la costa. Durant aquest viatge de 150 dies Basho va fer un total de 600 ri (2.400 km) a través de les zones del nord-est de Honshū, per retornar a Edo a finals de 1691.
Quan Basho va arribar a Ōgaki, a la Prefectura de Gifu, ja havia completat el registre del seu viatge. Va trigar a revisar-lo uns tres anys, i en va escriure la versió final el 1694 amb el títol de Oku no Hosomichi (奥の細道) o Carretera estreta cap al Gran Nord. La primera edició es va publicar pòstumament el 1702. Se manera immediata, va ser un èxit comercial i molts altres poetes itinerants van seguir el recorregut del seu viatge. Inicia el diari amb les següents paraules: Els mesos i els dies són viatgers de l'eternitat. L'any que se'n va i l'any arriba també són viatgers. Sovint es considera que és la seva millor obra, amb alguns hokku com el següent:
| araumi ya / Sado ni yokotau / amanogawa (1689) | Mar agitat / S'estén fins a Sado / La Via Làctia |
|                                                |                                                  |

Al final del viatge, i del llibre, Basho arriba al poble d'Ohgaki des d'on s'embarca finalment per retornar a casa. L'obra acaba amb el darrer haiku, de difícil traducció. Afegim tres propostes:
| hamaguri no / futami ni wakare / yuku aki zo (1689) | Com la cloïssa / en dues valves, em parteixo / de tu amb la tardor. (Cabezas García) De la cloïssa / se separen les valves / cap a Futami vaig amb la tardor. (Octavio Paz) Com valves de cloïssa / la separació; cap a Futami / marxa la tardor. (Rodríguez-Izquierdo) Partint cap a Futami / dividint-me com una cloïssa i les valves / anem amb la tardor. (Donald Keene) |
|                                                     | |

### Darrers anys

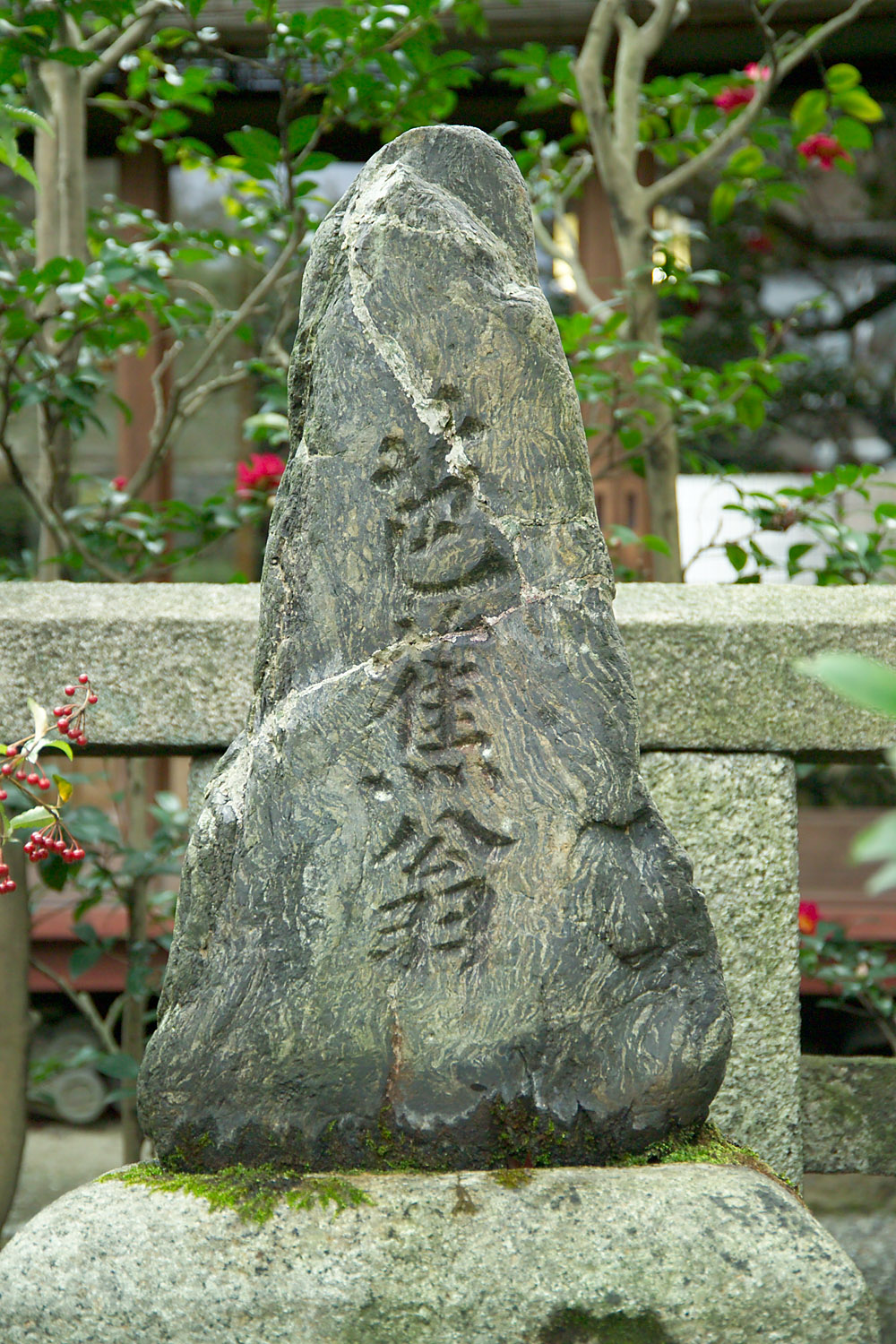
La tomba de Basho a Ōtsu

Quan retornà a Edo, l'hivern de 1691, Basho va viure a la seva tercera barraca, envoltat dels seus deixebles. Aquesta vegada, no estava sol; amb ell tenia un nebot i la seva amiga, Jutei, que s'estaven recuperant d'una malaltia. Va rebre un gran nombre de visitants.
Basho continuava sense trobar-se bé, i segui neguitós. Va escriure a un amic i li comentà que "preocupat pels altres, no tinc la pau de la ment". Va fer una vida de mestre fins a finals d'agost de 1693, quan ja va tancar la porta de la seva barraca i es va negar a veure ningú durant un mes. Finalment, va cedir després de l'adopció del principi de karumi o "lleugeresa", un semi-filosofia budista de salutació al món mundà, i cal impulsar la relació amb els altres més que el distanciament. Basho abandonà Edo per darrera vegada l'estiu de 1694, passant un temps a Ueno i Kyoto abans d'arribar a Osaka. Va emmalaltir amb problemes d'estómac i va morir en pau, envoltat dels seus deixebles. Està enterrat a Ōtsu (Prefectura de Shiga). Encara que no va compondre cap poema en el seu llit de mort, ens ha arribat el darrer poema escrit durant la seva última malaltia i se'l considera com al seu poema de comiat:
| tabi ni yande / yume wa kareno wo / kake meguru (1694) | Caure malalt durant el viatge / El meu somni vaga errant / sobre un camp de gespa seca. |
|                                                        |                                                                                         |

## Influència i crítica literària

### Primers segles
En lloc d'aferrar-se a les fórmules del Kigo (季语), forma que encara és popular a l'actual Japó, Basho aspirava a reflectir en els seus hokku les emocions i l'entorn que l'envoltava. Fins i tot, en vida, la seva poesia va ser molt apreciada; després de la seva mort, aquest reconeixement va anar en augment. Alguns dels seus alumnes, i en particular Mukai Kyorai i Hattori Dohō, van recollir i compilar les pròpies opinions de Basho sobre la seva poesia.
La llista de deixebles és molt llarga. Per una banda hi havia l'anomenat grup dels "deu filòsofs", entre el que es pot destacar Takarai Kikaku; per l'altra, una diversitat de seguidors entre el que es pot destacar Nozawa Bonchō, que era metge.
Durant el segle xviii, la valoració dels poemes de Basho va incrementar-se de manera encara més fervent, i comentaristes com Ishiko Sekisui Moro i Nanimaru va viatjar molt lluny per a trobar referències sobre els seus hokku, cercant esdeveniments històrics, documents medievals i altres poemes. Aquest admiradors foren pròdigs en els seus elogis a Basho i ocultaren les referències; es creu que algunes de les suposades fonts probablement van ser falses. El 1793, Basho va ser "deïficat" per la burocràcia xintoista, i durant un temps qualsevol crítica a la seva poesia era considerada una blasfèmia.
A finals del segle xix, aquest període en què la passió vers els poemes de Basho era unànime va arribar a la seva fi. Masaoka Shiki (1867-1902), possiblement el crític de Basho més famós, va enderrocar el llarg període d'ortodòxia plantejant objeccions a l'estil de Basho. Tanmateix, Shiki també va contribuir que la poesia de Basho arribés als principals intel·lectuals del moment, i al públic japonès en general. Ell va inventar el terme haiku, que substituïa el de hokku, per a referir-se a la forma independent amb una estructura de 5-7-5, que considerava la més convenient i artística de tot el haikai no renga. De l'obra de Basho havia arribat a dir que "el vuitanta per cent de la seva producció era mediocre".

### Del segle XX al present
La visió crítica dels poemes de Basho va continuar produint-se durant el segle xx, amb notables obres de Yamamoto Kenkichi, Imoto Nōichi, i Tsutomu Ogata. El segle xx va ser també testimoni de les traduccions dels poemes de Basho amb traduccions a diversos idiomes i amb edicions arreu del món. Considerat com el poeta de haiku per excel·lència va aconseguir ser un referent, fruit també pel fet que s'arribés a preferir el haiku a altres formes més tradicionals com el Tanka o el Renga; ha estat considerat l'arquetip dels poetes i la poesia japonesa. La seva visió impressionista i concisa de la naturalesa va influir especialment en Ezra Pound i els imagistes, i més tard també en els poetes de la generació beat.
Sobre aquesta qüestió, Jaime Lorente sosté en el seu treball de recerca "Bashō i el metro 5-7-5" que dels 1012 hokkus analitzats pel mestre Bashō 145 no caben en el metre 5-7-5, ja que són un metre trencat (concretament, presenten un nombre més gran de mora [síl·labes]). En percentatge representen el 15% del total. Fins i tot establint 50 poemes que, presentant aquest patró 5-7-5, es podrien emmarcar en una altra estructura (per la col·locació de la partícula "ya"), la figura és semblant. Per tant, Lorente conclou que el professor s'acostava al patró tradicional.
El 1942, l'edifici Haiseiden es va construir a Iga, Mie, per commemorar el 300è aniversari del naixement de Basho. Amb un sostre circular anomenat "el paraigua del viatger", l'edifici es va fer per semblar la cara i la roba de Basho.
Dos dels poemes de Bashō es van popularitzar al conte "Teddy" escrit per J. D. Salinger i publicat el 1952 per la revista The New Yorker.
El 1979, la Unió Astronòmica Internacional va donar el seu nom a un cràter trobat a Mercuri.
El 2003, una pel·lícula d'antologia internacional titulada Winter Days va adaptar la col·lecció renku homònima de Basho de 1684 en una sèrie d'animacions. Els animadors inclouen Kihachirō Kawamoto, Yuri Norstein, i Isao Takahata.
Claude-Max Lochu, en la seva segona visita al Japó, va crear la seva pròpia "pintura de viatge", inspirada en l'ús de Basho dels viatges d'inspiració. Músics com Robbie Basho i Steffen Basho-Junghans es van veure influïts també per ell. En llengua castellana, cal destacar a José Juan Tablada. A Catalunya, hi ha exemples de l'ús del haiku per Carles Riba i a Mallorca per Llorenç Vidal.

## Llista d'obres

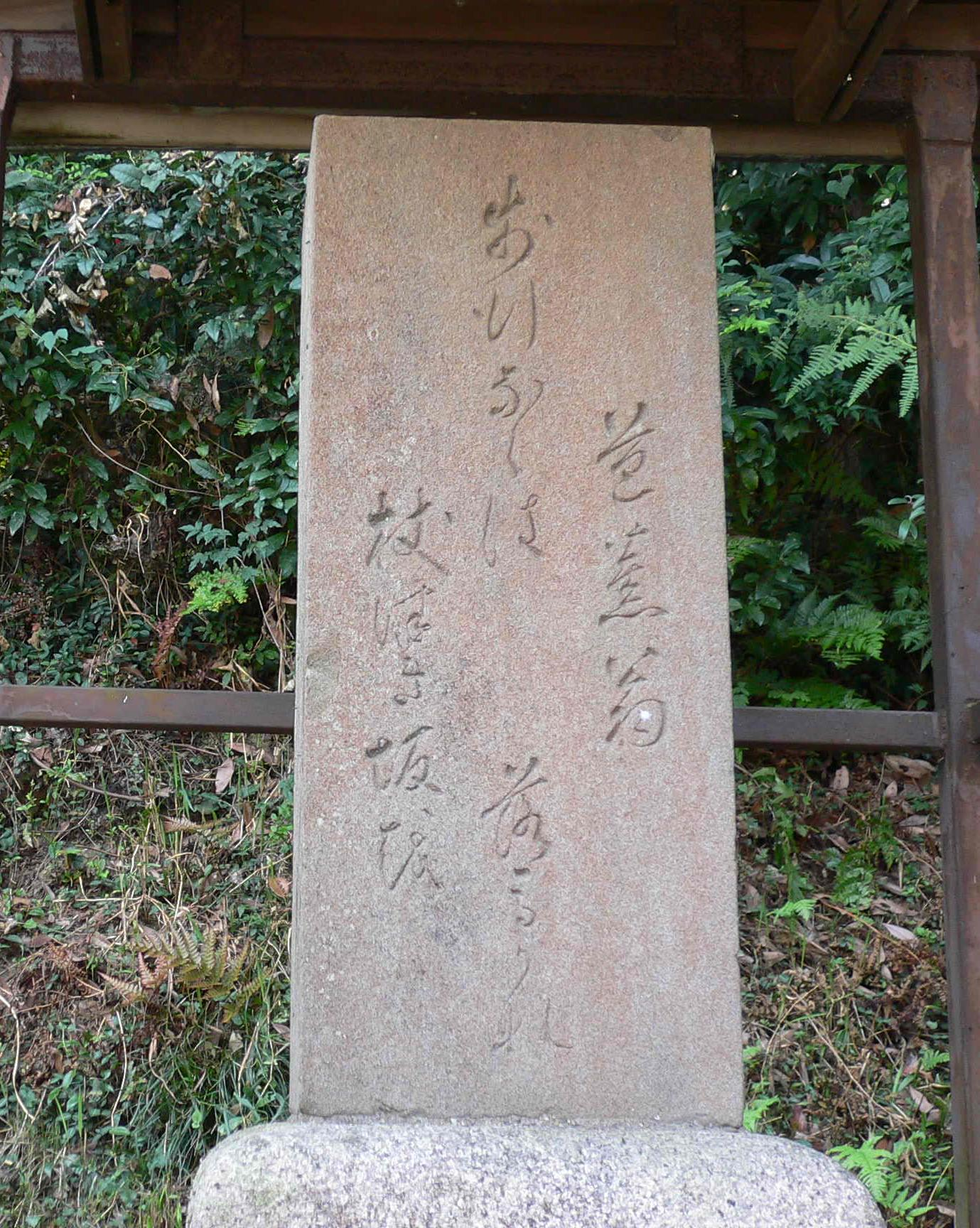
Monument amb un poema de Basho, a Yokkaichi (Mie).

- Haiseiden (俳聖殿, Poet's Memorial Hall) a Iga, Mie, va ser construït per commemorar el 300è aniversari del naixement de Bashō.Kaiōi (1672)
- Minashiguri (1683)
- Nozarashi Kiko (1684)
- Fuyu no Hi (Dies d'hivern) (1684)
- Haru no Hi (1686)
- Kashima Kiko (1687)
- No Kobumi d'Oi, o Utatsu Kiko (1688)
- Kiko Sarashina (1688)
- Arano (1689)
- Hisago (1689)
- Sarumino (1689)
- Saga Nikki (1691)
- Basho no Utsusu Kotoba (1691)
- Heiko no Setsu (1692)
- Sumidawara (1694)
- Betsuzashiki (1694)

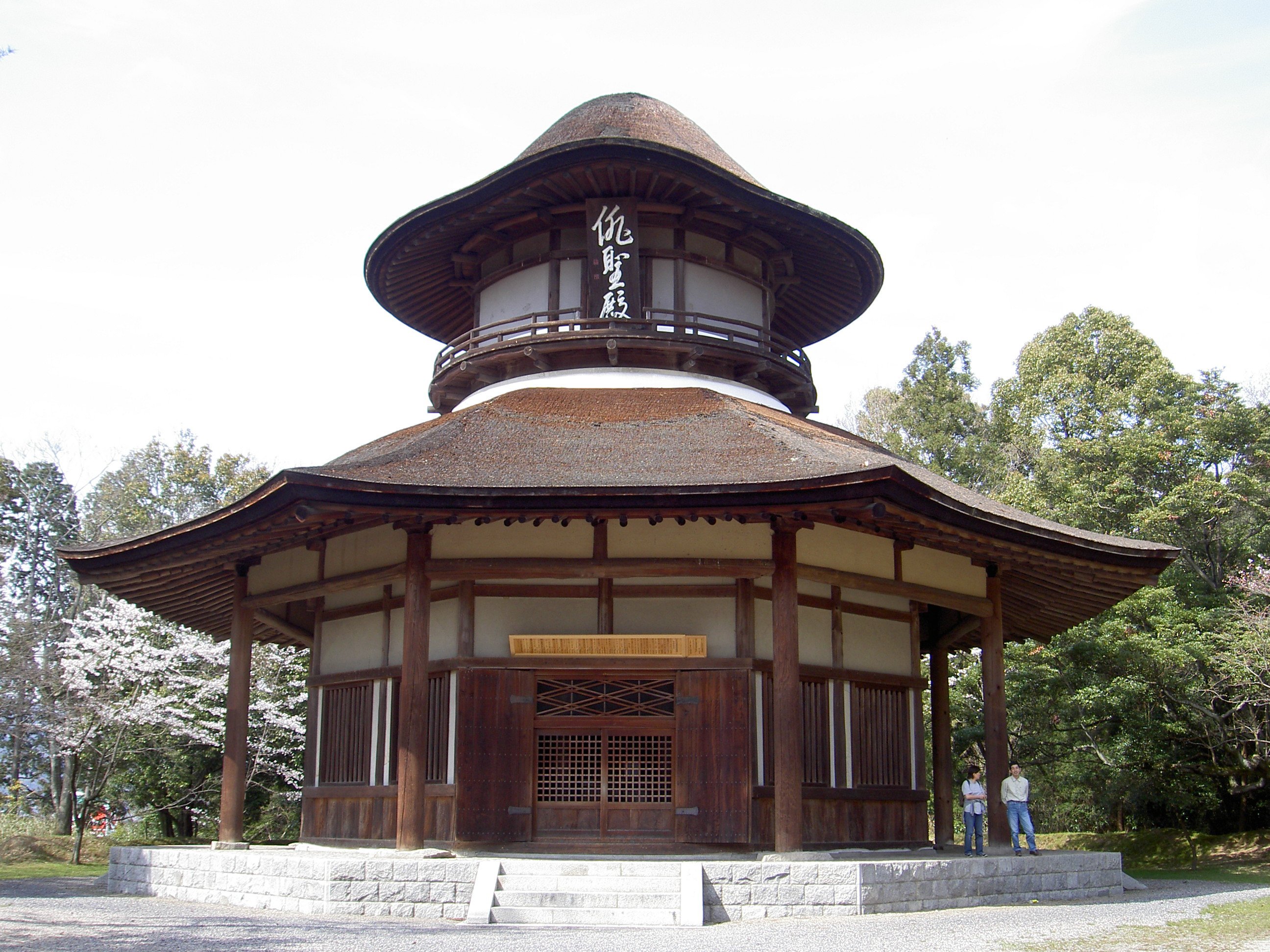
Haiseiden (俳聖殿, Poet's Memorial Hall) a Iga, Mie, va ser construït per commemorar el 300è aniversari del naixement de Bashō.

- Oku no Hosomichi  (Carretera estreta cap al Gran Nord)[28] (1694)[50]
- Zoku Sarumino (1698)

## Traduccions al català
- Versions de Basho: haikais. Traducció de Jordi Coca. Barcelona: Cafè Central, 1990.
- Viaranys d'Oku = Oku no hosomichi. Traducció i edició de Màrius Rius i Rius i Kiriumi Fumi. Girona: CCG Edicions, 2008.
- L'estret camí de l'interior (Oku no hosomichi). Traducció de Jordi Mas López. Barcelona : Edicions de 1984, 2012. (Premi de traducció Vidal Alcover any 2009.)